# Шлях зброї
Шлях зброї — трилер 2000 року.

## Сюжет
Великі гроші легко не дістаються. Розуміючи це, два бандити, Паркер і Лонгбо дуже ретельно підготувалися до справи. Завантажившись зброєю під зав'язку, вони розпочали виконувати свій диявольський план..